# Bad Director
Bad Director ist ein deutscher Spielfilm des Regisseurs Oskar Roehler, basierend auf seinem teils autobiografisch gefärbtem Roman Selbstverfickung aus dem Jahr 2017. Der Film kam am 9. Mai 2024 in die Kinos.

## Handlung
Gregor Samsa steckt in einer Post-Midlife-Crisis. Er ist von der Filmbranche, die ihn einst berühmt gemacht hat, zunehmend angewidert und verliert sich in Hedonismus, Alkohol und regelmäßigen Bordellbesuchen. Die Leere seines Lebens wird durch zynische Kommentare und eine grundsätzliche Ablehnung gegenüber seinen Kollegen und dem Filmbetrieb begleitet. Ein Höhepunkt dieser Desillusionierung ist der Empfang des Deutschen Filmpreises, den Samsa nur betrunken und mit beißendem Spott gegenüber seinen Mitstreitern übersteht.
Nach einer überstürzten Flucht von einer Filmpreis-Party trifft Samsa in einem Antiquariat auf die geheimnisvolle Grete. Wenig später begegnet er ihr erneut – diesmal im Bordell. Grete wird für Gregor zur Muse und Projektionsfläche seiner Sehnsüchte nach Liebe, Schönheit und intellektuellem Austausch. Die Beziehung zu ihr ist geprägt von Rollenspielen und der Flucht vor der eigenen Bedeutungslosigkeit.
Die eigentliche Handlung setzt ein, als die Dreharbeiten zu Samsas neuem Film beginnen. Von Anfang an läuft alles schief: Er gerät in Konflikt mit den arroganten Hauptdarstellern, einem eigenmächtigen Regieassistenten und einem Produzenten, der nur am finanziellen Erfolg interessiert ist. Das Team hält er für unfähig, die Atmosphäre am Set ist von Intrigen und gegenseitiger Ablehnung geprägt. Samsas eigene Unsicherheiten und Panikattacken versucht er mit Schlaftabletten zu bekämpfen.
Während die Dreharbeiten zunehmend aus dem Ruder laufen, steigert sich Samsas Paranoia. Er wittert Verschwörungen gegen sich, verliert die Kontrolle über das Projekt und driftet immer weiter in den Wahn ab. Die Grenzen zwischen Realität und Fiktion verschwimmen, wobei die Handlung immer wieder kafkaeske und groteske Züge annimmt. Die Beziehung zu Grete bleibt für Samsa die letzte Hoffnung auf Sinn und Erlösung – doch auch diese Wendung verläuft anders als erwartet.
Am Ende bleibt Gregor allein zurück, seine Flucht zu Grete und zur Liebe verläuft ins Leere. Seine künstlerische und persönliche Krise kulminiert in einem resignierten Rückzug – es gibt keine klassische Erlösung oder Versöhnung, sondern eine bittere Erkenntnis der eigenen Bedeutungslosigkeit und Isolation. Der Film schließt mit einer radikalen Abrechnung mit der Filmbranche und dem eigenen Scheitern, ohne Hoffnungsschimmer oder versöhnliches Finale.

## Hintergrund

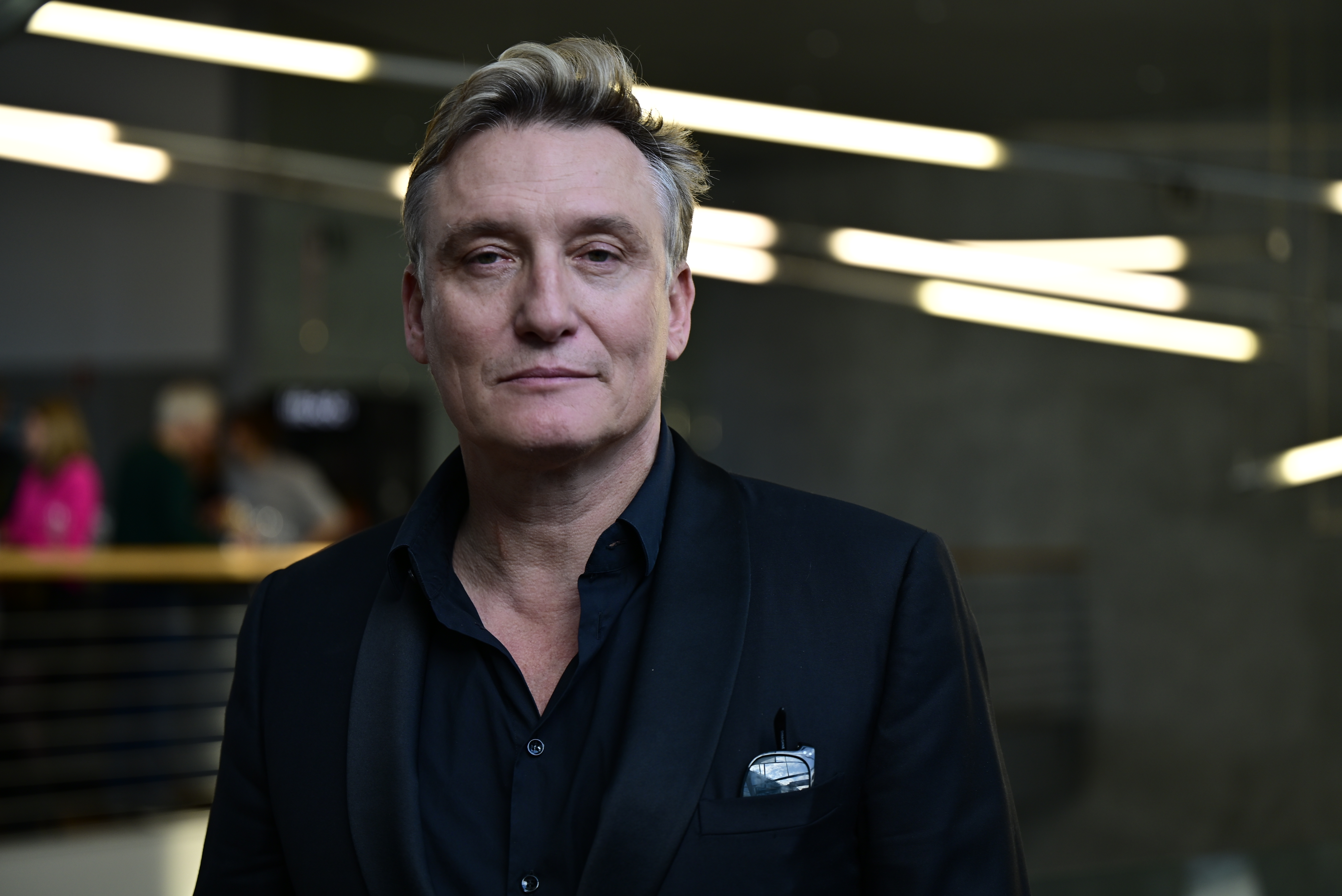
Oliver Masucci spielt Gregor Samsa

Bad Director (Arbeitstitel: Achteinviertel) wurde von der Film- und Medienstiftung NRW, dem Beauftragten der Bundesregierung für Kultur und Medien-Filmförderung, der Medienboard Berlin-Brandenburg GmbH und dem Deutschen Filmförderfonds mitfinanziert.
Die Dreharbeiten fanden vom 27. Juni bis zum 11. August 2022 in Berlin und Köln statt.
Uraufführung war am 6. Mai 2024 im Cinenova Köln. Der Film kam im Weltkino Filmverleih am 9. Mai 2024 in die Kinos.

## Kritik
Christoph Petersen resümiert seine Rezension: „Mit Bad Director liefert Oskar Roehler eine gnadenlos-nihilistische Abrechnung – vor allem mit sich selbst. Da kriegt man entweder das Kotzen oder man lacht sich scheckig. Zur Abwechslung ist die Bezeichnung „politisch inkorrekt“ hier wirklich mal angebracht. Nur ob das etwas Gutes ist oder nicht, muss dann – im Gegensatz zu „herrlich politisch inkorrekten“ Konsens-Filmen – tatsächlich jeder selbst entscheiden.“
Bettina Peulicke vom NDR schreibt, Roehler lamentiere gerne über das Mittelmaß der Film- und Fernsehproduktionen, kritisiere das Förderungssystem, nehme aber, wie auch hier, gerne entsprechende Gelder an, und weiter, wer sich für die deutsche Film- und Fernsehszene interessiere, erkenne leicht, [welche im Film] zur Schau gestellten realen Schauspieler und Produzenten hier karikiert würden. „Das ist tatsächlich teilweise amüsant und treffend, bleibt aber der einzige Lichtblick in dieser ansonsten enervierend langweiligen Möchtegern-Satire, die das anvisierte Ziel nicht erreicht, weil dem Schöpfer die nötige Distanz fehlt“.